# Scorzonera hispanica
La escorzonera (Scorzonera hispanica) es una planta herbácea de la familia de las asteráceas, nativa del centro y el sur de Europa y el centro de Asia, abundante en la península ibérica.

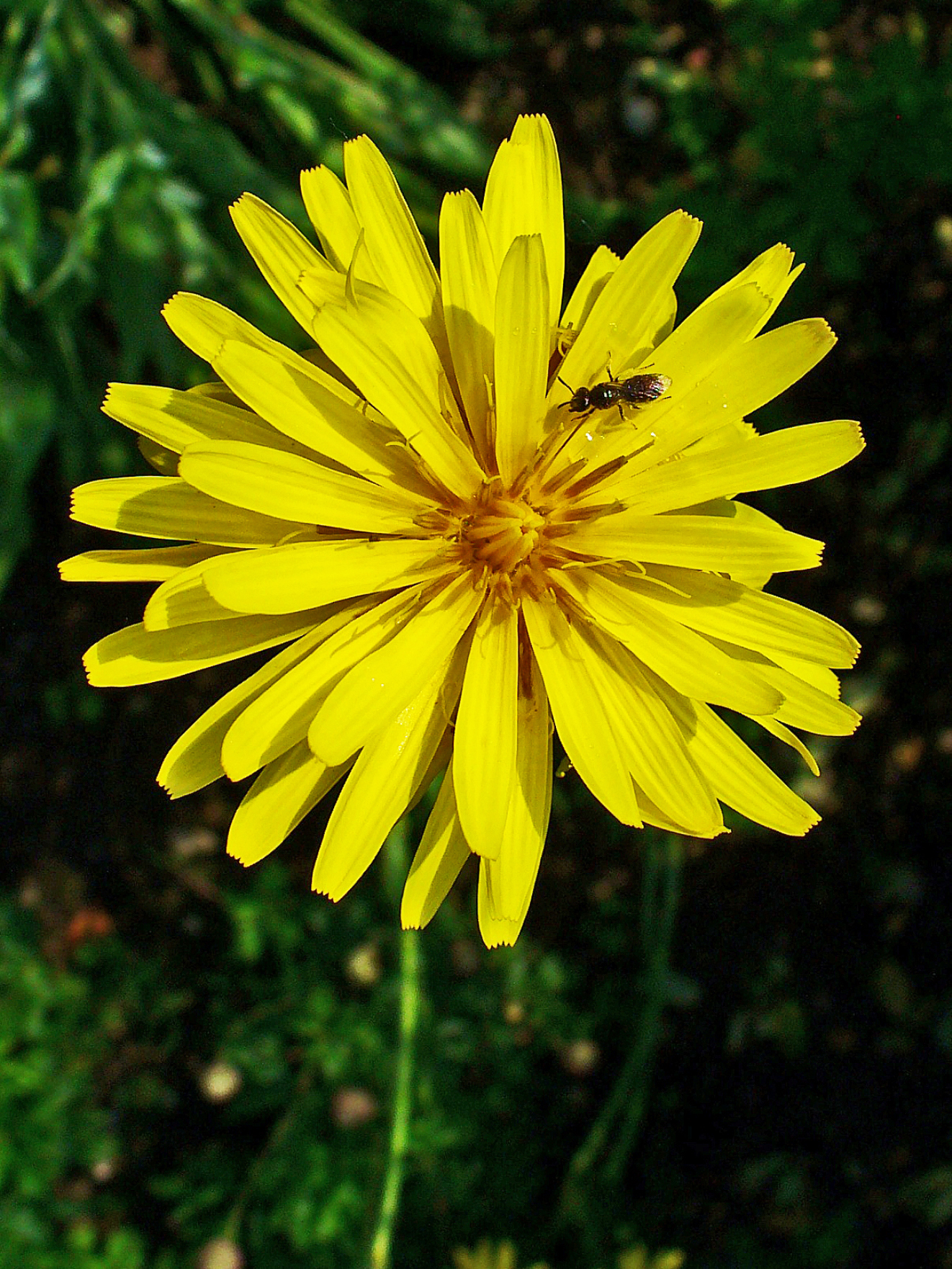
Detalle de la flor

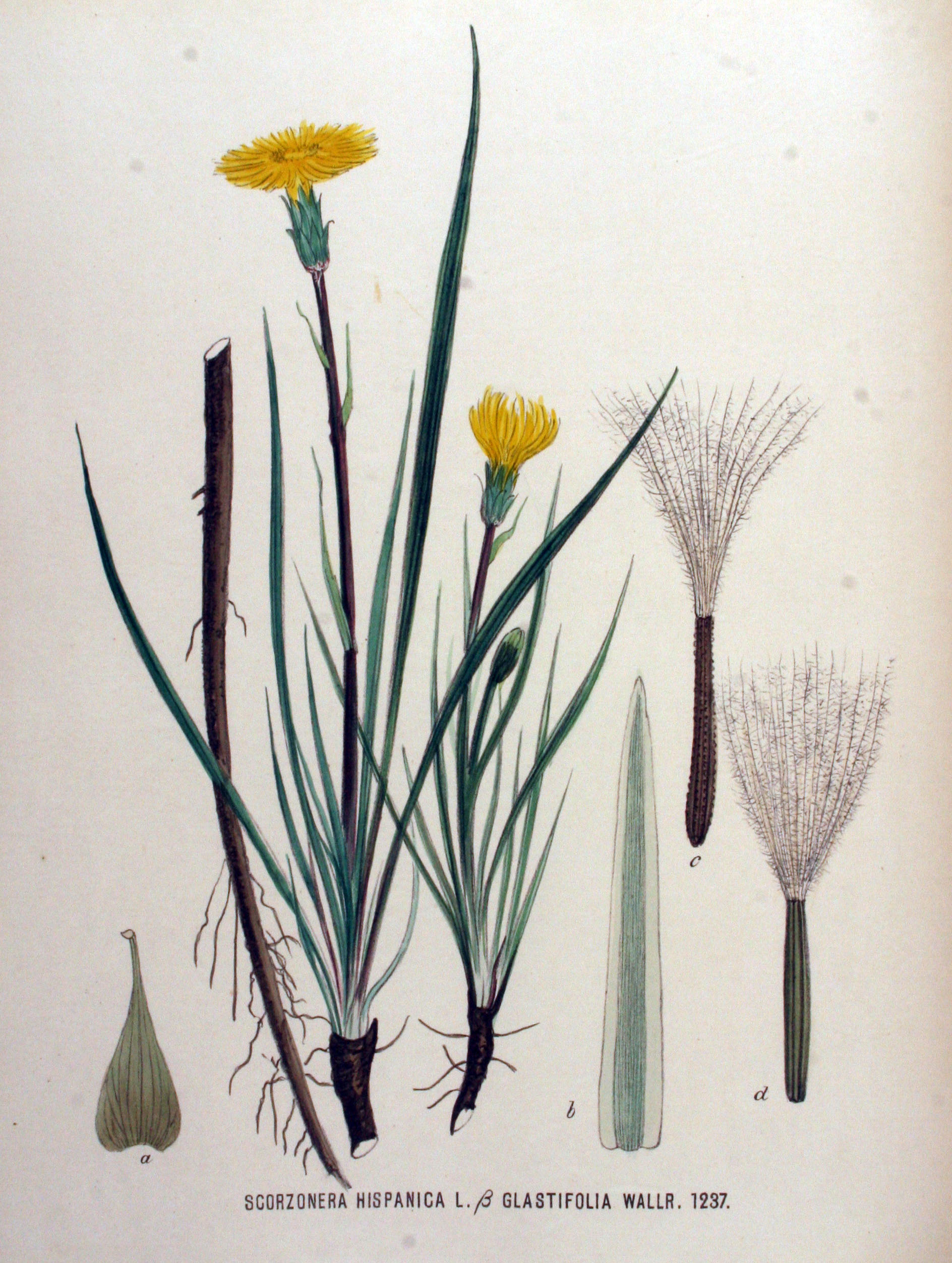
Ilustración

## Descripción
Se trata de una planta perenne que puede alcanzar los 90 cm de altura, hojas lanceoladas, alternas, de color verde brillante en la haz y pálidas en el envés, borde entero o ligeramente dentado, superficie ondulada y con un pecíolo alado y alargado. Flores amarillas que se dan principalmente entre mayo y julio, aunque depende mucho de su situación geográfica. Las raíces suelen tener una longitud entre 20 y 30 cm, con un grosor entre 3 y 4 cm de diámetro, de corteza negra, resquebrajada y pulpa blanca. En la parte superior del vástago principal se forman unas cabezuelas rodeadas de un involucro de anchas brácteas, más largas las internas que las externas. Frutos alargados y rematados en un vilano de aristas plumosas.

## Localización
En la península ibérica crece silvestre en terrenos arenosos baldíos, con frecuencia cerca del mar, desde Cataluña hasta Andalucía, siendo más común encontrar la planta en suelos ricos en cal.

## Usos
Antiguamente se pensaba que el jugo de las raíces podía curar las mordeduras de serpiente. La raíz se utiliza cocida en comidas y ensaladas, y asadas o fritas en mantequilla para acompañar carnes. En el siglo XVI Nicolás Monardes fue el primero en describir la escorzonera:«Las raíces conservadas en azúcar, como lo he hecho a menudo, resultan casi tan delicadas al paladar como las raíces del eringio». Su eficacia en el alivio de flatulencias e indigestiones hizo que Luis XIV ordenara a su jardinero el cultivo de esta planta en grandes cantidades para disponer de ella durante todo el año. Los capullos cocidos también se utilizan en ensaladas así como las hojas, especialmente las jóvenes después de hervidas.

## Taxonomía
Scorzonera hispanica fue descrita por Carlos Linneo y publicado en Species Plantarum 2: 791. 1753.
Sinonimia
- Scorzonera crispatula (DC.) Nyman. subsp. crispatula (DC.) Nyman
- Scorzonera crispatula var. corbariensis Timb.-Lagr.
- Scorzonera crispatula (DC.) Boiss.
- Scorzonera denticulata Lam.
- Scorzonera edulis Moench
- Scorzonera glastifolia Willd.
- Scorzonera latibracteata Sennen & Elías ex Pau
- Scorzonera transtagana Welw. ex Cout..[4]
- Myscolus hispanicus (L.) Endl.
- Scorzonera communis
- Scorzonera sativa Gaterau[5]

## Nombre común
- Castellano: aberbaja, barbaja, berbaja, berbajo, churrimana, churrimana de los pastores, churrimanes, escorcionera, escorcionera española, escorcionera mayor, escorcionera real, escorsonera, escorzonera, escorzonera de hoja ancha, escurzo, farinetes, herba escurçonera, salsifí, salsifí de España, salsifí negra, salsifí negro, tetas de vaca, viperina.[6]